# El Popular (Barcelona, 1841-1842)
El Popular fue un periódico editado en Barcelona durante algo menos de un año en la primera mitad del siglo XIX, concretamente entre el 1 de abril de 1841 y el 19 de enero de 1842.

## Fundación
Su primer ejemplar salió a la calle el 1 de agosto de 1837. El periódico fue fundado por iniciativa del humanista Pedro Felipe Monlau (1808-1871) tras dejar la dirección del diario El Constitucional que él mismo había creado en 1837. Monlau abandonó el periódico en desacuerdo con el apoyo mostrado inicialmente por la publicación a la regencia de Espartero.

## Línea editorial y contenido
Su línea editorial fue favorable inicialmente a la monarquía constitucional y a la defensa de la soberanía nacional. Experimentó un viraje ideológico algunos meses después por el que se convirtió en uno de los primeros periódicos españoles en defender el republicanismo.
El contenido comenzaba con una «crónica oficial» y de las sesiones de cortes. A continuación presentaba información del extranjero y luego nacional. Tenía un extenso artículo de opinión que completaba con información remitida. Seguía una sección denominada «gacetín urbano» donde incluía noticias locales, oficiales, portuarias así como avisos. Finalizaba con una pequeña sección sobre «diversiones públicas» donde daba parte de algunas obras de teatro.

## Formato
El diario se imprimía en su propia imprenta. Se publicaba en cuatro páginas con el texto a tres columnas y presentaba como cabecera únicamente su denominación sin incluir ningún gráfico.
Bajo su título indicaba el lema «diario de intereses de Cataluña» al que, a veces, añadió las menciones «progreso constante» y «tolerancia absoluta».

## Otra bibliografía
1. Barnosell Jordà, Genís (2006).  Universidad de Cantabria, ed. Libertad, Igualdad, Humanidad. La construcción de la democracia en Cataluña (1839-1843). parte de Suárez Cortina, Manuel (Ed.) “La redención del pueblo: la cultura en la España liberal”. ISBN 9788481029918. Consultado el 22 de marzo de 2017.

- Datos: Q29019042